# شيخة حليوى
شيخة حليوى (مواليد 1968) كاتبة فلسطينية، تعيش وتعمل في يافا.
ولدت حليوى في قرية ذيل العِرج البدوية قضاء مدينة حيفا. هدمت القرية الواقعة بجوار مستوطنة كفار حروشيت في العام 1991.
درست شيخة حليوى في مدارس حيفا، وهي تعيش منذ العام 1989 في يافا وتعد من الكاتبات في حقل الأدب المحلي داخل الخط الأخضر.

## الحياة الدراسية
درست شيخة حليوى اللغة العربية والتربية والأدب في جامعة تل أبيب وهي حاصلة على البكالوريوس والماجستير بدرجة امتياز، وتعمل في مجال الإرشاد والتدريس والمناهج التعليمية.                 

## مؤلفاتها
أصدرت في عام 2015 أولى مجموعتها القصصية بعنوان «سيدات  العتمة». تضم المجموعة ستة عشر قصة تحكي فيها عن أحوال شخصيات نسائية مختلفة.
المجموعة تضم ستة عشر قصّة، عرضت كلّ منها محنة امرأة مهدورة بين الشوق الشديد للكون وثقل القيد الذي يغلّها.
أصدرت في عام 2016 «خارج الفصول تعلمت الطيران» وقد قسمت نصوص هذه المجموعة إلى خمسة عناوين وهي «نصوص المكان، نصوص النساء، نصوص الكتابة، نصوص الذات ونصوص العائلة». ما يمييز النصوص التي ضمها الكتاب بالسرد الذاتي، من خلال حضور ضمير المتكلم وكذلك من خلال الموضوعات المتعلقة بها.
وفي نفس العام أصدرت «النوافذ كتب الرديئة» وهي المجموعة القصصيّة الثالثة لها والتي تضم عشر قصص قصيرة، تخوض من خلالها تجربة سرديّة لا نظير لها، تبتعدُ فيها عن مركزة الأنثويّة وتقترب من اختبار الوعي النّاقد، حيث تختبر العالَم ونماذجه البشريّة، طارحةً أمامنا حمولاتٍ فلسفيّة ونفسيّة لهذه النماذج، وتُنتجُ نصوصًا مشحونة تعرض المتعب الذي يمرّ بالصّراعات، الواقعية وفوق الواقعيّة، وينتهي بالغياب، الاحتضار أو الموت. وتسرد ذلك بجمالية لغويّة خاصة.
وفي عام 2018، أصدرت كتاب «الطلبية C342»، والذي حصل جائزة الملتقى للقصة القصيرة العربية، إذ يعتبر نموذجًا للكتابة الجديدة في فلسطين والعالم العربي. وقد جاء في بيان الجائزة: «تتميز المجموعة بتعدد حبكاتها، وطرقها لقضايا وموضوعات إنسانية وفلسفية عابرة للثيمات، بلغة واضحة ودلالات موحية وغنى بالتقنيات السردية، التي تمرق بتوقع القارئ عبر الالتباس والتمويه. مستأثرة باهتمامه وفضوله، ونقله إلى وعي مختلف لإدراك الصيغ والمقاصد الدلالية للقصة. المجموعة تعتمد المفارقة أداة لتحقيق نوع من التنوير، أو مفاجأة القارئ، بوجود نزعات أو رؤى فلسفية لافتة. محتفية بالأحلام والذات والبطل الهامشي، ومتأرجحة بين الواقع والخيال، مستخدمة لغة عذبة تتدفق فيها المفردات بانسيابية».

## الجوائز التي حصلت عليها
حازت على جائزة الملتقى للقصة القصيرة في دورتها الرابعة معتبرةً شيخة حسين حليوى الجائزة مسؤولية كبيرة ألقيت على عاتقها بكونها تمثل  الادب والكاتب الفلسطيني حيث ضمّت أربع مجموعات قصصية متنافسة إلى جانب مجموعتها «الطلبية C345» حصلت على الجائزة في الكويت في جامعة الشرق الأوسط الأمريكية، عن مجموعتها القصصية الطلبية  "C345" وترجمت نصوصها إلى اللغات الإنجليزية والعبرية والألمانية والبلغارية.

## أسلوب الكتابة
تكتب شيخة حسين  حليوى الشعر أيضا، فهي واحدة من كاتبات قصيدة النثر الفلسطينية وصدرت لها مجموعة شعرية واحدة.
تكتب شيخة حسين حليوى القصص بالفصحى وهي تدخل الكلمات الفلسطينية  باللغة السائدة (العامة) وقد واجهت صعوبة وهي ان نصوصها  نقلت إلى لغات عدة وهي اللغة الإنجليزية والألمانية والبلغارية. فلربما لا يفهم القارئ ما كانت تقصد شيخة عندما اضافت كلمات باللغة العامة.